# Luo Ying

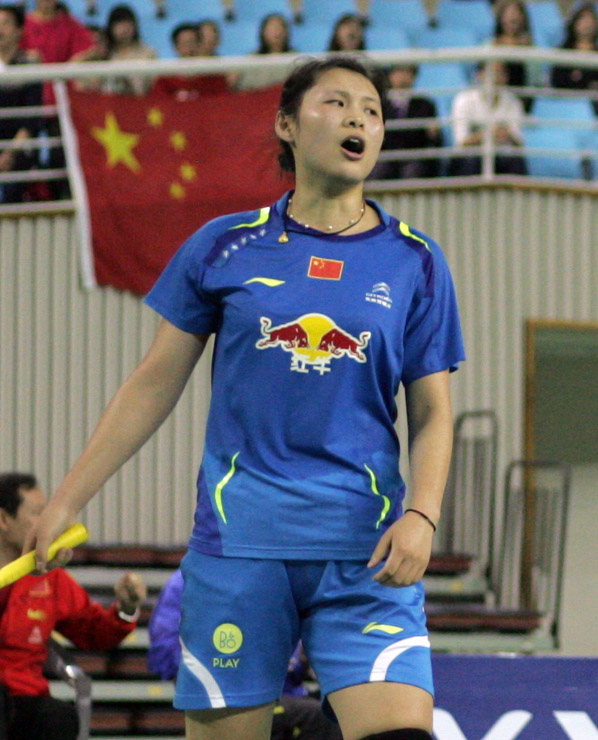
Luo Ying, 2014

Luo Ying (chinesisch 骆赢; * 11. Januar 1991) ist eine chinesische Badmintonspielerin.

## Karriere
Luo Ying gewann 2010 den Indonesia Open Grand Prix Gold im Damendoppel mit ihrer Zwillingsschwester Luo Yu. Bei den Canada Open 2011 wurde sie sowohl im Mixed als auch im Damendoppel Dritte.

## Sportliche Erfolge
| Saison | Veranstaltung                  | Disziplin   | Platz | Name                 |
| ------ | ------------------------------ | ----------- | ----- | -------------------- |
| 2010   | Indonesia Open Grand Prix Gold | Damendoppel | 1     | Luo Ying / Luo Yu    |
| 2011   | Canada Open                    | Damendoppel | 3     | Luo Ying / Luo Yu    |
| 2011   | Canada Open                    | Mixed       | 3     | Liu Cheng / Luo Ying |
| 2011   | US Open                        | Damendoppel | 5     | Luo Ying / Luo Yu    |
| 2012   | Australian Open                | Damendoppel | 1     | Luo Ying / Luo Yu    |